# Stanislaw Pawlowitsch Michejew
Stanislaw Pawlowitsch Michejew, russisch Станислав Павлович Михеев, englisch Stanislav Mikheyev (* 1940; † 23. April 2011) war ein russischer Physiker. Der Experimentalphysiker beschäftigte sich unter anderem mit Neutrinophysik.
Michejew studierte an der Lomonossow-Universität in Moskau, wo er 1965 seinen Abschluss machte. Danach war er Forscher am Lebedew-Institut und ab 1970 am Institut für Kernforschung der Sowjetischen Akademie der Wissenschaften, wo er 1983 seinen russischen Doktorgrad erhielt. Lange Zeit arbeitete er an Experimenten am Baksan-Teleskop im Kaukasus, einer unterirdischen Szintilliationsdetektor-Anlage, mit dem er u. a. superschwere magnetische Monopole suchte. In den 1990er Jahren arbeitete er am MACRO-Neutrino-Detektor im Gran Sasso d’Italia. 2008 arbeitete er am Baksan-Teleskop, dem Baikal-Neutrino-Teleskop im Baikalsee und dem T2K-Neutrino-Experiment in Japan (in dem Korrelationen über einen 295 km Abstand zwischen Kamioka und Tokai beobachtet werden).
Bekannt wurde Michejew für seine Erklärung des Rätsels der solaren Neutrinos 1984/85 mit Alexei Smirnow, aufbauend auf früheren Ideen von Lincoln Wolfenstein (1978), dem nach ihnen benannten MSW-Effekt. Er erklärt das Rätsel der in den Beobachtungen fehlenden Neutrinos von der Sonne mit Neutrino-Oszillationen, die durch Wechselwirkung mit Materie (Elektronen) verstärkt werden.
2006 erhielt er mit Smirnow und Wolfenstein den Bruno-Pontecorvo-Preis und 2008 mit Smirnow den Sakurai-Preis. 2008 erhielt er den Markow-Preis.